# Charles Monney
Charles Monney, también conocido como Carlos Monney Millet (París, 1830-Madrid, 12 de abril de 1875), fue un fotógrafo francés. Tomó instantáneas de Bilbao durante el sitio de 1874, enmarcado en la tercera guerra carlista.

## Biografía
Nació en París en 1830, hijo de otro Charles Monney y de Jeanne Millet. De Francia viajó a España, que recorrió de punta a punta: trabajó sacando fotografías en Murcia, Andalucía y Madrid antes de recalar en Bilbao. Durante su estancia en Madrid, publicó en La Igualdad, elaboró una composición con los diputados electos en las elecciones generales constituyentes de 1869  e hizo incursiones en la fotografía con cámara estereoscópica.

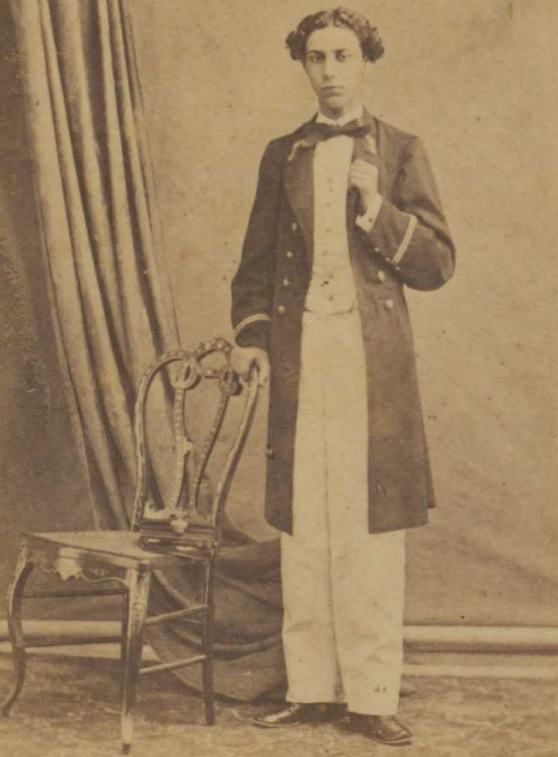
Retrato de un hombre sin identificar, obra de Charles Monney. Está fechado en 1863

En Bilbao se instaló en 1873. Abrió un estudio fotográfico en la ciudad. Durante los más de dos meses en que las tropas de Carlos María de Borbón mantuvieron la villa bajo asedio, entre finales de febrero y comienzos de mayo de 1874, Monney tomó fotografías, para lo que iba equipado con cámara, trípode y un laboratorio portátil. José Valderrey de Lera, que repasa su labor en un artículo titulado El mar de los vascos, apunta que, si bien no hay pruebas fehacientes que permitan afirmarlo con rotundidad, lo más probable es que desempeñara estas labores documentales por encargo del consistorio de la ciudad vizcaína. Sus fotografías se publicaron en España en la revista La Ilustración Española y Americana y en Francia en L'Illustration.
En Bilbao, durante el asedio que inmortalizó en fotografías, tuvo un hijo con su mujer, Jeanne Aurín Tou, natural de Nantes. Lo llamaron Luciano Casto. Monney falleció en Madrid en 1875.